# Saison 2008-2009 de l'Association des sports de glace de Tours
Autres saisons
Saison précédente Saison suivante
Les Diables noirs de Tours disputent la saison 2008-2009 au sein de la Ligue Magnus, l'élite du hockey sur glace français.

## Pré-saison

### Contexte
L'ASGT a réussi la saison passée à entrer dans les 8 premiers dès son retour en ligue Magnus. L'objectif annoncé pour cette saison est logiquement de progresser dans la hiérarchie français et d'atteindre une 5e place en saison régulière et accéder aux demi-finale en séries éliminatoires.
Question finance, l'ASGT est à l'équilibre et annonce un budget de 1,1 M€ pour la saison 2008-2009.

### Transferts
- Dès avril, Robert Millette annonce[4] que seulement 3 joueurs seront conservés de l'effectif précédent : Radek Štěpán, Jozef Držík et de Dominic Noël, ce dernier étant appelé à être la pièce centrale de la future équipe. Une semaine après ce remaniement inédit[5] dans l'histoire du hockey français, c'est la signature de Pierre Pochon, gardien français formé à Rouen et revenant de République tchèque[6]. Robert Millette part ensuite à Québec, au championnat du monde afin de continuer son recrutement[7] et annonce bientôt la signature de Adam Russo, gardien canado-italien.
- En mai, on annonce également le retour surprise[8] de Andy Corran (joueur présent la saison passée), puis de Alexis Ouellette, accompagné de son jeune frère Vincent[9].
- En juin, signature de Olivier Filion, Olivier Proulx et de Michaël Tessier le 2[10], puis Steven Kaye et Adrian Saul et Michaël Clarke le 6[11]. Le 11 annonce[12] de l'arrivée de Nicholas Romano et Michael Novosad puis le 16 de Mathieu Wathier et du local Gaël Cler[13].
- En août, signatures de Patrick Gannon, Nolan Boike et Omar Ennaffati[14]. La mauvaise nouvelle est le forfait pour la saison du joueur local Gaël Cler à qui on a diagnostiqué une hernie[15].
- Finalement, l'effectif de Tours s'est largement « nord-américanisé » : mis à part un français, un tchèque et un slovaque, le reste de l'équipe (17 joueurs) possède (au moins) la nationalité canadienne.

### Effectifs
État actuel pour la saison 2008-2009.
| Gardiens   |                   |        |      |                                 |                          |
| No         | Nom               | Âge    | Pays | Club précédent                  | Remarques                |
| 1          | Adam Russo        | 41 ans |      | Hockey Club Bolzano             | International italien    |
| 32         | Pierre Pochon     | 38 ans |      | SHK Hodonín                     |                          |
|            |                   |        |      |                                 |                          |
| Défenseurs |                   |        |      |                                 |                          |
| No         | Nom               | Âge    | Pays | Club précédent                  | Remarques                |
| 4          | Mathieu Wathier   | 41 ans |      | Thunder de Wichita              |                          |
| 7          | Michael Novosad   | 41 ans |      | Saint-François de Sherbrooke    |                          |
| 22         | Omar Ennaffati    | 44 ans |      | Phoenix de Manchester           | International hongrois   |
| 27         | Dominic Périard   | 44 ans |      | Caron et Guay de Trois-Rivières |                          |
| 40         | Jozef Držík       | 48 ans |      | Diables noirs de Tours          | Assistant                |
| 44         | Radek Štěpán      | 45 ans |      | Diables noirs de Tours          | Assistant puis Capitaine |
| 55         | Mickaël Clarke    | 45 ans |      | KooKoo Kouvola                  |                          |
| Attaquants |                   |        |      |                                 |                          |
| No         | Nom               | Âge    | Pays | Club précédent                  | Remarques                |
| 9          | Nolan Boike       | 40 ans |      | Black Bears du Maine            |                          |
| 11         | Michaël Tessier   | 40 ans |      | Ducs d'Angers                   |                          |
| 13         | Patrick Gannon    | 40 ans |      | Boston College                  |                          |
| 16         | Alexis Ouellette  | 42 ans |      | Concordia Thunder               |                          |
| 17         | Vincent Ouellette | 35 ans |      | Thunder du Delaware             |                          |
| 19         | Andy Corran       | 43 ans |      | Diables Noirs de Tours          |                          |
| 20         | Steven Kaye       | 42 ans |      | N'a pas joué                    | Assistant                |
| 27         | Olivier Proulx    | 43 ans |      | Jackalopes d'Odessa             |                          |
| 37         | Dominic Noël      | 43 ans |      | Diables Noirs de Tours          | Capitaine                |
| 43         | Adrian Saul       | 49 ans |      | HC Appiano                      |                          |
| 64         | Olivier Filion    | 42 ans |      | Aces de l'Alaska                |                          |
| 71         | Nicholas Romano   | 40 ans |      | SG Pontebba                     |                          |
| 72         | Gaël Clerc        | 41 ans |      | AC Boulogne-Billancourt         |                          |

### Matchs amicaux
Opposé à des adversaires directs (Amiens, Angers et Dijon) des saisons précédentes, Tours réalise une pré-saison intéressante en remportant 3 matchs sur 5 et surtout en s'inclinant à chaque fois avec honneur (1 but d'écart à Angers et une défaite 7-4 à Amiens après avoir été mené 6-0).

## Saison régulière
- Le 13 septembre, les Diables noirs entament leur 18e saison en élite française face au promu : Neuilly-sur-Marne. Premier match et première victoire, 4 à 2[24].
- Le mois de septembre se conclut sur une 4e place avec 3 victoires en 4 matchs. La seule défaite est concédée aux Brûleurs de loups, leaders du championnat, qui remontent un score de 4-2 pour s'imposer 4-5 à L'Elyseum [25].
- Le 17 octobre, alors que l'équipe a perdu 3 matchs d'affilée, on apprend l'indisponibilité pour le reste de la saison de Dominic Noël en raison d'une blessure à l'épaule qui doit être opérée[26]. Outre le capitaine, c'est le joueur autour duquel Bob Millette avait annoncé[27] avoir construit son équipe qui doit être remplacé.
- Le 23 octobre, nouveau coup dur : Olivier Filion, rentre au pays en raison de difficultés d'adaptation en France[28].
- Le lendemain, Radek Štěpán est promu capitaine à la place de Dominic Noël, Jozef Držík devenant assistant[29].
- Le 25 octobre, nouvelle blessure, Patrick Gannon est ensuite absent trois semaines, à la suite d'une charge reçue lors du match contre Villard-de-Lans[30].
- Le 6 novembre, les Diables Noirs enregistrent l'arrivée de Dominic Périard, en provenance des Caron et Guay de Trois-Rivières[31].
- Le 30 novembre, après 3 défaites consécutives, Bob Millette annonce des difficultés financières au club, évoquant une dette de 100 000€[32]. Le Président Remi Delmas annonce qu'il ne s'agit que du passif des années écoulées et que les seuls problèmes de trésorerie concernent l'annulation de l'autorisation de découvert et un retard des subventions[33]. On annonce également le départ d'Adrian Saul pour raisons familiales.
- Le 3 janvier, l'ASGT sort d'une série de 8 défaites consécutives[34] en remportant leur match face aux Ducs de Dijon et on annonce le retour d'Adrian Saul[35]
- Le 11 février, pour la reprise de la ligue après 3 semaines de pause, Dominic Noël est de retour après 4 mois d'arrêt[36].
- Le 21 février, l'équipe finit la saison régulière sur une défaite contre Strasbourg, défaite volontaire pour affronter ce club en playoffs à la place de Morzine, attitude qui mécontente même les supporteurs de Tours[37].

Finalement, les diables finissent la saison sur une dixième place, dernière place qualificative pour les playoffs. Après un bon départ où elle se situait autour de la 5e place au cours des 11 premiers matchs, l'équipe s'est effondrée par la suite pour une traversée du désert de 8 matchs et sans réussir à retrouver son niveau initial.

## Séries éliminatoires
L'adversaire « choisi » est donc Strasbourg, équipe d'un ancien tourangeau, Vladimír Hiadlovský. La stratégie de Bob Millette ne fonctionne pas et les diables noirs sont sortis des séries éliminatoires dès le premier tour, en s'inclinant par 2 fois, 3-4 à domicile puis 3-1 en Alsace.
| 24 février 2009 | Diables noirs de Tours | 3-4 (0-2, 1-2, 2-0) | Étoile noire de Strasbourg | Patinoire municipale de Tours 1 200 spectateurs |

| Feuille de match | Feuille de match | Feuille de match | Feuille de match | Feuille de match               |
| ---------------- | ---------------- | ---------------- | ---------------- | ------------------------------ |
|                  |                  |                  |                  | Arbitrage : Alexandre Bourreau |
|                  |                  |                  |                  |                                |
|                  |                  |                  |                  |                                |
|                  |                  |                  |                  |                                |

| 27 février 2009 | Étoile noire de Strasbourg | 3-1 (1-1, 0-0, 2-0) | Diables noirs de Tours | Patinoire Iceberg 1 950 spectateurs |

| Feuille de match | Feuille de match | Feuille de match | Feuille de match | Feuille de match |
| ---------------- | ---------------- | ---------------- | ---------------- | ---------------- |
|                  |                  |                  |                  |                  |
|                  |                  |                  |                  |                  |
|                  |                  |                  |                  |                  |
|                  |                  |                  |                  |                  |

## Coupe de France
- Pour les 16e de finale de la Coupe de France, le Hockey Club Choletais accueillent les noirs. Victoire de Tours 8 à 3.
- En 8e, Tours reçoit l'entente Deuil-Garges (Division 1) et s'impose assez logiquement 8 à 4[42].
- En quart, Tours est éliminé par les Dragons de Rouen après une défaite 6-3 en Normandie[43].

| 21 oct 2008 | Dogs de cholet | 3-8 (1-2, 1-2, 1-4) | Diables noirs de Tours | Pôle Sportif Glisséo |

| Feuille de match | Feuille de match                                                                   | Feuille de match                            | Feuille de match | Feuille de match         |
| ---------------- | ---------------------------------------------------------------------------------- | ------------------------------------------- | --- | ------------------------ |
|                  | Fevrier - 13 min 17 s Cadoret (Guilhem) - 23 min 15 s Pihant (Greau) - 58 min 58 s | 0-1 0-2 1-2 2-2 2-3 2-4 2-5 2-6 2-7 2-8 3-8 | 00 min 12 s - Kaye (Tessier) 07 min 23 s - Proulx 28 min 00 s - Saul (Proulx) (inf) 34 min 30 s - Proulx (Tessier) (sup) 41 min 04 s - Wathier (Proulx, Romano) 42 min 47 s - Tessier (Clarke) (sup) 43 min 29 s - Ouellette 57 min 19 s - Novosad (Tessier) (sup) | Arbitrage : Damien Bliek |
| Thibault Saez    | Gardiens                                                                           | Pierre Pochon                               | | Arbitrage : Damien Bliek |
| 16 min           | Pénalités                                                                          | 8 min                                       | | Arbitrage : Damien Bliek |
|                  |                                                                                    |                                             | | Arbitrage : Damien Bliek |

| 18 novembre 2008 | Diables noirs de Tours | 8-4 (3-0, 4-1, 1-3) | Chiefs de Deuil-Garges | Patinoire de Tours 500 spectateurs |

| Feuille de match | Feuille de match | Feuille de match                                                        | Feuille de match | Feuille de match               |
| ---------------- | --- | ----------------------------------------------------------------------- | --- | ------------------------------ |
|                  | Saul (Kaye, Stepan) (inf) - 03 min 24 s Novosad (Tessier, Kaye) (inf) - 11 min 20 s Corran (Tessier, Stepan) (inf) - 17 min 24 s Tessier (Kaye, Periard) - 28 min 23 s chg gardien : Pierre Pochon - 29 min 53 s Saul (Clarke, Tessier) - 30 min 18 s Romano (Drzik, Novosad) - 31 min 42 s Corran - 32 min 57 s Clarke (Proulx, Drzik) - 41 min 25 s | 1-0 2-0 3-0 4-0 4-1 chg gardien 5-1 6-1 7-1 8-1 chg gardien 8-2 8-3 8-4 | 28 min 43 s - Portier (Jeannin, Kubus) 41 min 41 s - chg gardien : Stephen Iborra 42 min 30 s - Panto (Michaelson) 43 min 42 s - Kubus (Michaelson, Aurouze) 53 min 31 s - Sorres (Sup) | Arbitrage : Stephane Rousselin |
| Adam Russo       | Gardiens | Franck Constantin                                                       | | Arbitrage : Stephane Rousselin |
| 12 min           | Pénalités | 16 min                                                                  | | Arbitrage : Stephane Rousselin |
|                  | |                                                                         | | Arbitrage : Stephane Rousselin |

| 23 décembre 2008 | Dragons de Rouen | 6-3 (4-0, 1-2, 1-1) | Diables noirs de Tours | Île Lacroix 2 224 spectateurs |

| Feuille de match | Feuille de match | Feuille de match                    | Feuille de match                                                                                        | Feuille de match           |
| ---------------- | --- | ----------------------------------- | --- | -------------------------- |
|                  | Doucet (Carlsson, Thinel) - 10 min 45 s Bouchard (Niskavaara, Peltola) - 13 min 34 s Thinel (Desrosiers, Doucet) (Sup) - 14 min 54 s Bouchard (Doucet, Desrosiers) (Sup) - 16 min 32 s Thinel (Doucet) (Sup) - 36 min 35 s Peltola (Romand) (Sup) - 59 min 43 s | 1-0 2-0 3-0 4-0 4-1 5-1 5-2 5-3 6-3 | 32 min 21 s - Periard (Romano, Tessier) (Inf) 39 min 13 s - Gannon 52 min 37 s - Boike (Gannon, Stepan) | Arbitrage : Nicolas Barbez |
| Ramon Sopko      | Gardiens | Adam Russo                          | | Arbitrage : Nicolas Barbez |
| 24 min           | Pénalités | 42 min                              | | Arbitrage : Nicolas Barbez |
|                  | |                                     | | Arbitrage : Nicolas Barbez |

## Coupe de la Ligue

### Phase préliminaire
La Coupe de la Ligue inaugure cette année une nouvelle formule. Les seize équipes sont partagées en 4 poules régionales. Les deux premiers sont ensuite qualifiés pour les quarts de finale. Tours en engagé en Coupe de la ligue 2008-2009 dans le groupe A aux côtés de Rouen, Caen et Angers.
L'ASGT réalise un parcours mitigé, ne parvenant pas à remporter des victoires face aux rivaux directs, Angers et Rouen et remportant des victoires uniquement face à Caen, qui engagé en Division 1 est naturellement le "petit poucet" du groupe.
Le 4 novembre, lors du 6e et ultime match de la phase préliminaire, les diables noirs reçoivent les ducs d'Angers pour un match décisif, les deux équipes étant alors à égalité de points. Tours s'incline 8-5 et est éliminé de la coupe.
| Équipe                 | PJ | V | VP | DP | P | BP | BC | PTS |
| ---------------------- | -- | - | -- | -- | - | -- | -- | --- |
| Dragons de Rouen       | 6  | 6 | 0  | 0  | 0 | 30 | 18 | 12  |
| Ducs d'Angers          | 6  | 3 | 0  | 0  | 3 | 30 | 26 | 6   |
| Diables noirs de Tours | 6  | 1 | 1  | 0  | 4 | 24 | 32 | 4   |
| Drakkars de Caen       | 6  | 1 | 0  | 1  | 4 | 23 | 31 | 3   |

## Statistiques individuelles

### Gardiens de buts
Nota : PJ : parties jouées, V : victoires, D : défaites, DPr : défaite en prolongation, Min : minutes jouées, Bc : buts contre, Bl : blanchissages, Moy : moyenne d'arrêt sur la saison, B : buts marqués, A : aides, Pun : minutes de pénalité.
| Numéro | Nom           | Nationalité | Saison régulière | Saison régulière | Saison régulière | Saison régulière | Saison régulière | Saison régulière | Saison régulière | Saison régulière | Saison régulière | Saison régulière | Saison régulière | Séries éliminatoires | Séries éliminatoires | Séries éliminatoires | Séries éliminatoires | Séries éliminatoires | Séries éliminatoires | Séries éliminatoires | Séries éliminatoires | Séries éliminatoires | Séries éliminatoires |
| Numéro | Nom           | Nationalité | Min              | PJ               | V                | D                | DPr              | Bc               | Bl               | Moy              | B                | A                | Pun              | Min                  | PJ                   | V                    | D                    | DPr                  | Bc                   | Bl                   | Moy                  | A                    | Pun                  |
| ------ | ------------- | ----------- | ---------------- | ---------------- | ---------------- | ---------------- | ---------------- | ---------------- | ---------------- | ---------------- | ---------------- | ---------------- | ---------------- | -------------------- | -------------------- | -------------------- | -------------------- | -------------------- | -------------------- | -------------------- | -------------------- | -------------------- | -------------------- |
| 1      | Adam Russo    | Canada      | 1494             | 26               | 9                | 13               | 4                | 104              | 1                |                  |                  |                  |                  |                      |                      |                      |                      |                      |                      |                      |                      |                      |                      |
| 32     | Pierre Pochon | France      | 91               | 4                |                  |                  |                  | 4                |                  |                  |                  |                  |                  |                      |                      |                      |                      |                      |                      |                      |                      |                      |                      |

### Joueurs
Pour les significations des abréviations, voir Statistiques du hockey sur glace.
| Numéro | Nom               | Nationalité | Poste | Saison régulière | Saison régulière | Saison régulière | Saison régulière | Saison régulière | Séries éliminatoires | Séries éliminatoires | Séries éliminatoires | Séries éliminatoires | Séries éliminatoires |
| Numéro | Nom               | Nationalité | Poste | PJ               | B                | A                | Pts              | PUN              | PJ                   | B                    | A                    | Pts                  | PUN                  |
| ------ | ----------------- | ----------- | ----- | ---------------- | ---------------- | ---------------- | ---------------- | ---------------- | -------------------- | -------------------- | -------------------- | -------------------- | -------------------- |
| 9      | Nolan Boike       |             | A     | 21               | 7                | 3                | 10               | 6                | 2                    | 0                    | 0                    | 0                    | 2                    |
| 55     | Michaël Clarke    |             | D     | 26               | 3                | 8                | 11               | 53               | 2                    | 0                    | 0                    | 0                    | 2                    |
| 19     | Andy Corran       |             | A     | 26               | 4                | 9                | 13               | 20               | 2                    | 0                    | 0                    | 0                    | 10                   |
| 40     | Jozef Drzik       |             | D     | 26               | 1                | 6                | 7                | 28               | 2                    | 0                    | 1                    | 1                    | 4                    |
| 22     | Omar Ennaffati    |             | D     | 26               | 3                | 5                | 8                | 24               | 2                    | 0                    | 0                    | 0                    | 0                    |
| 13     | Patrick Gannon    |             | A     | 22               | 5                | 11               | 16               | 44               | 2                    | 0                    | 0                    | 0                    | 2                    |
| 20     | Steven Kaye       |             | A     | 25               | 9                | 18               | 27               | 92               | 2                    | 0                    | 1                    | 1                    | 0                    |
| 37     | Dominic Noël      |             | A     | 11               | 2                | 5                | 7                | 6                | 2                    | 1                    | 1                    | 2                    | 0                    |
| 7      | Michaël Novosad   |             | D     | 26               | 3                | 12               | 15               | 38               | 2                    | 0                    | 0                    | 0                    | 0                    |
| 16     | Alexis Ouellette  |             | A     | 26               | -                | -                | -                | 8                | 2                    | 0                    | 0                    | 0                    | 0                    |
| 17     | Vincent Ouellette |             | A     | 26               | -                | 1                | 1                | 10               | 2                    | 0                    | 0                    | 0                    | 0                    |
| 27     | Dominic Periard   |             | D     | 13               | 2                | 3                | 5                | 61               | 2                    | 0                    | 0                    | 0                    | 6                    |
| 14     | Olivier Proulx    |             | A     | 26               | 7                | 14               | 21               | 85               | 2                    | 0                    | 0                    | 0                    | 6                    |
| 71     | Nicholas Romano   |             | A     | 26               | 17               | 16               | 33               | 12               | 2                    | 0                    | 0                    | 0                    | 0                    |
| 43     | Adrian Saul       |             | A     | 19               | 11               | 6                | 17               | 28               | 2                    | 1                    | 0                    | 1                    | 10                   |
| 44     | Radek Stepan      |             | D     | 26               | 1                | 5                | 6                | 60               | 2                    | 0                    | 0                    | 0                    | 2                    |
| 11     | Michaël Tessier   |             | A     | 26               | 7                | 23               | 30               | 30               | 2                    | 2                    | 1                    | 3                    | 2                    |
| 4      | Mathieu Wathier   |             | D     | 26               | 1                | 1                | 2                | 28               | 2                    | 0                    | 0                    | 0                    | 0                    |